# Samsung Galaxy Core Prime
El Samsung Galaxy Core Prime (también conocido como Galaxy Prevail LTE en Boost Mobile) es un teléfono inteligente Android diseñado, desarrollado y comercializado por Samsung Electronics. El Galaxy Core Prime tiene una pantalla WVGA de 4,5 pulgadas (110 mm), conectividad 4G LTE y Android Kitkat 4.4.4. Algunas variantes se pueden actualizar a Lollipop o Lollipop 5.1.1. La versión 4G de Samsung Galaxy Core Prime (SM-360FY / DS) se lanzó el 2 de junio de 2015.
En Brasil, Core Prime se comercializa bajo el nombre de Win 2, un modelo opcional con TV digital.

## Experiencia de usuario
La experiencia de usuario es en general lo que esperaría de un teléfono inteligente de gama media baja. Es un poco lento, pero útil para cuando sea necesario. Este teléfono a menudo no es satisfactorio para muchos clientes, ya que la cámara y la velocidad no son lo que se espera de una gran marca coreana como Samsung.

## Especificaciones
- Dual SIM opcional
- Pantalla TFT de 4.5 "480 x 800 con 207 ppp (xdpi: 197, ydpi: 192)
- Android OS versión 4.4.4 KitKat disponible para actualizar al sistema operativo Lollipop 5.0.2 o 5.1.1 con TouchWiz UI
- Procesador Cortex-A53 de cuatro núcleos y 1,2 GHz
- GPU Adreno 306 / Mali 400MP
- 1 GB de RAM
- Snapdragon 410 chipset / Spreadtrum SC8830
- 8 GB de almacenamiento incorporado, ranura para tarjeta microSD (hasta 128 GB)
- Cámara de 5 MP con flash LED, grabación de video de 720p, cámara frontal de 2MP
- Cat. 4 LTE (150 / 50Mbit / s); Wi-Fi b / g / n; Bluetooth 4.0; NFC; GPS; microUSB, radio FM
- Batería de 2,000 mAh.